# Komisja Polityki Przestrzennej, Budowlanej i Mieszkaniowej
Komisja Polityki Przestrzennej, Budowlanej i Mieszkaniowej (PBM) – stała komisja Sejmu do końca III kadencji. Do zakresu działania Komisji należą sprawy budownictwa oraz gospodarki przestrzennej i mieszkaniowej.

## Prezydium w Sejmie III kadencji
- Tadeusz Bliński (SLD) – przewodniczący
- Andrzej Chrzanowski (AWS) – zastępca przewodniczącego
- Kazimierz Szczygielski (UW) – zastępca przewodniczącego
- Włodzimierz Wasiński (AWS) – zastępca przewodniczącego[2]

## Prezydium w Sejmie II kadencji
- Tadeusz Bliński (SLD) – przewodniczący
- Jan Andrykiewicz (PSL) – zastępca przewodniczącego
- Kazimierz Szczygielski (UW) – zastępca przewodniczącego[3]

## Prezydium w Sejmie I kadencji
- Stanisław Węgłowski (RdR) – przewodniczący
- Zbigniew Skorecki (KPN) – zastępca przewodniczącego
- Jerzy Niczyperowicz (NSZZ-S) – zastępca przewodniczącego
- Jan Kisiliczyk (UD) – zastępca przewodniczącego[4]

## Prezydium w Sejmie X kadencji PRL
- Andrzej Bratkowski (PZPR) – przewodniczący
- Tadeusz Bliński (PKLD) – zastępca przewodniczącego
- Krzysztof Dowgiałło (UD) – zastępca przewodniczącego
- Andrzej Sikora (OKP) – zastępca przewodniczącego[5]